# 熱海富士朔太郎
熱海富士 朔太郎（あたみふじ さくたろう、2002年9月3日 - ）は、静岡県熱海市出身で、伊勢ヶ濱部屋所属の現役大相撲力士。本名は武井朔太郎。身長186cm、体重180kg、血液型はA型。最高位は東前頭筆頭（2024年5月場所）。好物は魚（刺身など）。

## 来歴

### 入門前
千葉県生まれ。小学校2年時に熱海市に移る。6年時に三島市の三島相撲クラブで相撲を始める。当時は柔道でも活躍しており、中学校は当初日本大学三島中学校に進学し柔道部に所属したが、2年からは相撲に専念し熱海市立熱海中学校に転校。飛龍高等学校（沼津市）では1年時からレギュラーとして活躍した。
中学時代には毎食米4合、牛乳1リットルで体を作り、着る服も大きくなる体格に合わせて季節ごとに新調した。高校時代は入学時の130kgから卒業時には170kgまで増量。

### 初土俵から十両昇進まで
2020年11月場所初土俵。出身地の「熱海」と師匠の四股名の「富士」を合わせた「熱海富士」という四股名は師匠が命名した。師匠は四股名にあまり拘りが無く、機械的に出身地と部屋所縁の冠文字を組み合わせたという話もある。2021年1月場所は本割で敗れた荒馬、東照錦の3人による決定戦を制して序ノ口優勝。
2021年3月場所は序二段優勝。5月場所は7番相撲で琴太豪に敗れ6勝1敗に終わり、3場所連続での各段優勝を逃した。
2022年1月場所は勝ち越せば関取昇進が極めて濃厚な西幕下筆頭の地位で土俵に上がった。この場所の2番相撲の矢後戦は自身初の十両での取り組みであり、髪の長さが足りず本来であれば十両の取り組みで結うはずの大銀杏が結えなかったが、寄り切りで白星を収めた。14日目の7番相撲は物言いの付く微妙な1番であったがこれを制し、勝ち越しを果たしてこの時点で翌3月場所の新十両昇進を濃厚にした。2連勝スタートから3連敗で「もうダメかなと思った」というが、7番相撲の取組後の取材対応の際には号泣していた。場所後、新十両昇進が決定。前相撲から所要8場所での十両昇進は元大関・小錦、把瑠都に並ぶ歴代7位のスピードとなる。静岡県出身では戦後12人目。熱海市からは史上初。

### 十両昇進から新入幕まで
新十両会見では「ようやく実感が出てきました。大相撲に入ったときから20歳までに関取という目標があった。達成できてよかった」とコメントし、熱海市伊豆山土石流災害が発生した際には「地元が大変なときに自分が勝っていいニュースを届けられたらと思っていた」と意識していたことを明かした。課題としては1月場所でも見られた連敗癖、メンタルの弱さを挙げ、3月場所の目標として十両優勝を掲げた。31日、郷土の熱海市役所を表敬訪問した。
東十両3枚目と幕内が窺える地位まで番付を上げた同年9月場所では、10日目を終えた時点で7勝3敗と優勝争いに絡んでいたものの3連敗で失速し、一時は勝ち越しが危ぶまれたものの、14日目に新十両ですでに優勝を決めていた栃武蔵を一気の出足で下し、14日目にしてようやく勝ち越しを決め、来場所の新入幕を濃厚なものとした。11月場所に正式に新入幕。21世紀生まれの力士として初の入幕、前相撲から所要12場所は8位タイのスピード記録。

### 新入幕以降
西前頭15枚目で迎えた11月場所では、3日目に美ノ海に勝ち幕内昇進後初勝利を挙げてから3連勝し、5日目終了時点で3勝2敗と一旦は白星先行したものの、6日目から9連敗、千秋楽に隆の勝戦で10日ぶりの白星を挙げ連敗を止めたものの4勝11敗に終わり、1場所で十両陥落となった。
2023年1月場所は東十両3枚目の位置に陥落。10日目まで3勝7敗としていたが、11日目にインフルエンザへの感染が判明し、この日から自身初の休場となった。5月場所は14勝1敗同士で優勝決定戦を演じた豪ノ山、落合には及ばなかったが、13勝2敗の十両優勝次点の好成績。計算上では再入幕が可能だったが、番付運に恵まれず見送られ、翌7月場所は西十両筆頭に留め置かれた。7月5日の部屋の名古屋場所稽古場では30番相撲を取る猛稽古を行い、好調をアピールした。7月場所では一旦優勝争い首位に立ちながら、14日目に1敗差で追う大奄美に敗れ勝ち星で並ばれ最終的に11勝4敗、千秋楽その大奄美との優勝決定戦を制し十両優勝を果たし、併せて再入幕を確実とした。9月場所は幕内の優勝争いに加わり、11日目終了時点で1敗と暫定2位の貴景勝、髙安、剣翔に2差を付けた。しかし12日目に大栄翔、13日目に貴景勝と連敗して3敗で貴景勝に並ばれた。14日目に貴景勝が敗れたことにより再び単独トップに立つものの、千秋楽では熱海富士自身が朝乃山に敗れ、貴景勝が勝ったことで優勝決定戦に持ち込まれ、その決定戦でも貴景勝に敗れ、優勝はならなかった。しかし千秋楽まで優勝争いに加わり、単独首位の3敗で千秋楽を迎えたことが評価され、自身初の三賞となる敢闘賞を受賞。殊勲賞は優勝すればという条件付きであったが、優勝を逃して受賞はならなかった。決定戦で負けた直後に支度部屋に向かう途中の通路では途中の通路では大声を張り上げて悔しがった。支度部屋では貴景勝の優勝インタビューの内容を気にしており、純粋な人柄を垣間見せた。11月場所は14日目に首位タイの2敗対決となる霧島戦で寄り切りに敗れて3敗に後退するが、千秋楽まで優勝争いに参加し続けた。千秋楽まで優勝争いに加わったことが評価され、千秋楽の取組結果を待たずに2場所連続で自身2度目の三賞となる敢闘賞を受賞することが決定。優勝すればという条件付きで殊勲賞も獲得することとなった。千秋楽の琴ノ若戦では引き落としに敗れ、この時点で3敗でトップの霧島の優勝が決定し、自身は優勝と殊勲賞を逃した。この場所ではこれより三役も初めて経験した。場所後には花田虎上のコラムで「独断で選ぶ九州場所の三賞ですが、熱海富士には全部あげたいと思います」と賛辞を寄せられた。2024年は「1月から（新三役昇進を）決める」と宣言していたが、部屋の力士が軒並み満身創痍で関取衆との稽古に支障が出ていることもあって平幕で足踏みし、11月場所前のスポーツニッポンの取材では本人もそれを気にしていた。2024年は三役以上との対戦が1場所平均7番で計42番と平幕最多、銀星も7個と最多と、年間6場所で平幕の力士としては格別の実績を誇った。
2025年1月場所は5勝10敗と不振に終わったが、綱取りをかける豊昇龍・琴櫻の両大関を破る活躍を見せた。

## 人物
- 部屋公式ホームページによると、好物は寿司とカレー。趣味は食べ歩き[3]。
- 日本相撲協会公式プロフィールによると、好きな歌手はback numberとSaucy Dog、趣味は音楽鑑賞。好きなYouTubeチャンネルは東海オンエアときまぐれクック[34]。
- 好きな歌手はテレサ・テンで、カラオケも趣味[35]。
- 母子家庭で育った[36]。
- 妹の陽奈は2022年秋季に飛龍高相撲部で創部約50年で初となる女性主将に就任[37]。
- 喜怒哀楽を素直に表現する姿から部屋付きの楯山親方（元前頭・誉富士）は「令和の高見盛だ」と評している[1]。

## エピソード
- 2022年1月場所の熱海富士に対して北の富士は自身のコラムで「私が今一番注目している力士である。序ノ口優勝をした時の初々しい少年が、1年で筆頭にまで上がってきてすでに2勝目を挙げた。ぽっちゃりしていた体が見事にたくましくなっている」と期待を寄せていた[38]。さらに場所5日目のコラムでは「相撲界の大谷選手になる力士」とまでその素質を絶賛した[39]。
- 飛龍高校入学後約半年間下宿していた三島市の飲食店「光玉母（こうぎょくぼ）食堂　めししんちゃん」は小学校5年生のころから利用していた、上京前の行きつけの店。2023年9月場所の活躍を受け、熱海富士ゆかりの特別デカ盛りメニュー「さくちゃんセット」が提供されるようになった[40]。
- 2023年9月場所九日目、取り組みを終えた熱海富士は観客との記念撮影を行っていたが、その中に2023年F1日本グランプリ参加のため来日していたジョージ・ラッセルと、ラッセルの元チームメイトで通訳・観光案内をしていたSUPER GTレーサーの松下信治がいた。
  - NHKの大相撲中継でもその様子が放送されたが担当アナウンサーはラッセルを"F1レーサー"ではなく"外国からの観光客"と紹介していた。
- 2023年9月場所後、花田虎上は「（場所中の）熱海富士のコメントで感心させられたのは、自分で稼いで親に楽をさせてあげたい、というニュアンスの言葉です」と語っており「若い人の中には『何をダサいことを』と言う人もいるかもしれませんが、恥ずかしがらずに言える、自己主張できるのは立派だし、すてきなことだと思います。まだ21歳ですが、いい人生を送っているなと感じます」と称えた[41]。
- 2023年10月2日に全日本力士選士権が行われ、兄弟子の照ノ富士が横綱土俵入りを行った際、自身は露払いを務めた[2]。
- 同郷の渡邉彩香とは中学時代に同じトレーナーの元でトレーニングしていた。2023年11月場所中に熱海富士は渡邉が自身を覚えてくれていたことに感慨深そうに顔をほころばせた[42]。
- 2023年12月27日、永谷園が熱海富士とCMタレント契約を結んだことを発表[43]。しかし『週刊文春』 2024年6月20日号の報道によると、CM視聴者からの部屋のタニマチを巡る黒い交際疑惑の怪電話が永谷園と相撲協会に届き、その影響でCMがごく短期間で終了した上に永谷園公式ホームページのアーカイブからもCMが抹消扱いとなったとのこと[44][45]。
  - この報道がなされた際、貴闘力は「親父がヤクザってだけで出演依頼が来ない」と自分を引き合いに昨今のテレビにおけるコンプライアンスの厳しさについて触れ、若貴の現役時代の後援者としては反社会勢力が入り込む余地が無かったと断りを入れつつ、自分の現役時代の師匠の昔ながらの後援会に関しては多少そういった黒い交際の部分はあったと指摘している。そして、伊勢ケ浜部屋の反社会勢力との交際疑惑に関しては「あるでしょう!ないとは言えない」と断言しており「白鵬を散々イジメるから、白鵬の後援会の人間から嫌がらせがあるに決まっている」との見解を示している。貴闘力はまた「オレらの先輩の時なんかヤクザから相撲取りになったりとか…大鵬親方なんか山口組の三代目が後援会に入っていた」と相撲と暴力団の密接な関係を証言している[46]。
- 地元・熱海市の観光関連団体から熱海温泉の化粧廻しを贈られている[47]。
- 『日刊サイゾー』によると、2024年3月31日放送分の『サンデージャポン』で松村沙友理とのデート企画が組まれるなど一時期松村と恋愛ムードであったが、後に松村の一般人との熱愛報道により失恋した[48]。

## 取り口
得意手は右四つ・寄り。
2022年5月場所後に15代武蔵川は、腰高で脇甘であったとまとめていた。
2023年9月場所11日目の翔猿戦では小兵の相手に合わせて立合いで胸から当たる上手さ、絶好の左上手を引いてから前に出ながら上手投げを放つ豪快さを見せ付けた。この相撲ぶりに花田虎上も「対戦相手は熱海富士の、かわいらしい顔にごまかされているのでは…と思ってしまいますが、相撲はかわいくない。いや厳しい、そして強い」と自身のコラムで絶賛している。
2023年9月場所時点ではすでに右差しが熱海富士の武器として認知されており、同場所優勝決定戦で貴景勝が右差し封じとして注文相撲を行ったのはそれを如実に示す事実である。場所後に15代武蔵川は、立合いのスピードはもう少し必要だと注文を付けながらも、考えずに体が動くままに取る思い切りの良い相撲を評価している。
立合い直前に行うルーティンには批判もある。
11月場所後の元白鵬の宮城野のコラムではここ一番での勝負弱さなど精神面を指摘され、2024年1月場所で上位総当たりの地位に就くのでそこで真価が問われるという内容の話をされた。
1日50番の稽古で鍛える稽古熱心さだが、師匠の伊勢ヶ濱は部屋の衆は皆やっていることだと稽古態度について特別視はしていない。
元々脂肪の多いアンコ型であったが、2024年5月場所中には元大関・琴風が自身のコラムで部屋の猛稽古で鍛えた筋肉と体の張りを評価している。
2024年9月場所中に元2代栃東の玉ノ井親方は、廻しに拘って一本調子になっている立合いをもっと工夫すれば相撲内容はさらに安定すると助言した。

## 主な成績
2025年7月場所終了現在

### スピード記録
- 初土俵から新入幕までの所要場所数：12場所（歴代8位タイ）

### 通算成績
- 通算成績：207勝153敗4休（29場所）
  - 幕内成績：99勝96敗（13場所）
    - 前頭成績：99勝96敗（13場所）
    - 前頭勝率：.508

  - 十両成績：68勝48敗4休（8場所）
  - 十両勝率：.533
  - 幕下成績：21勝7敗（4場所）
  - 幕下勝率：.750
  - 三段目成績：6勝1敗（1場所）
  - 三段目勝率：.857
  - 序二段成績：7勝0敗（1場所）
  - 序二段勝率：1.000
  - 序ノ口成績：6勝1敗（1場所）
  - 序ノ口勝率：.857

### 各段優勝
- 十両優勝：1回（2023年7月場所）
- 序二段優勝：1回（2021年3月場所）
- 序ノ口優勝：1回（2021年1月場所）

### 三賞・金星
- 三賞
  - 敢闘賞：2回（2023年9月場所・11月場所）

### 場所別成績
| | 一月場所 初場所（東京） | 三月場所 春場所（大阪） | 五月場所 夏場所（東京） | 七月場所 名古屋場所（愛知） | 九月場所 秋場所（東京） | 十一月場所 九州場所（福岡） |
| --- | ----------------------- | ----------------------- | ----------------------- | --------------------------- | ----------------------- | --------------------------- |
| 2020年 （令和2年） | x                       | x                       | x                       | x                           | x                       | （前相撲）                  |
| 2021年 （令和3年） | 東序ノ口23枚目 優勝 6–1 | 西序二段48枚目 優勝 7–0 | 東三段目48枚目 6–1      | 西幕下55枚目 6–1            | 西幕下24枚目 5–2        | 西幕下14枚目 6–1            |
| 2022年 （令和4年） | 西幕下筆頭 4–3          | 西十両12枚目 7–8        | 西十両12枚目 10–5       | 東十両6枚目 8–7             | 東十両3枚目 8–7         | 西前頭15枚目 4–11           |
| 2023年 （令和5年） | 東十両3枚目 3–8–4       | 西十両8枚目 8–7         | 東十両8枚目 13–2        | 西十両筆頭 優勝 11–4        | 東前頭15枚目 11–4 敢    | 西前頭8枚目 11–4 敢         |
| 2024年 （令和6年） | 西前頭筆頭 6–9          | 東前頭2枚目 8–7         | 東前頭筆頭 7–8          | 西前頭筆頭 7–8              | 東前頭2枚目 7–8         | 西前頭3枚目 8–7             |
| 2025年 （令和7年） | 西前頭2枚目 5–10        | 東前頭8枚目 6–9         | 東前頭12枚目 8–7        | 東前頭10枚目 11–4           | x                       | x                           |
| 各欄の数字は、「勝ち-負け-休場」を示す。 優勝 引退 休場 十両 幕下 三賞：敢=敢闘賞、殊=殊勲賞、技=技能賞 その他：★=金星 番付階級：幕内 - 十両 - 幕下 - 三段目 - 序二段 - 序ノ口 幕内序列：横綱 - 大関 - 関脇 - 小結 - 前頭（「#数字」は各位内の序列） |                         |                         |                         |                             |                         |                             |

## 合い口
2025年7月場所終了現在
（以下は最高位が横綱・大関の現役力士）
- 横綱・豊昇龍には5勝3敗。豊昇龍の横綱昇進後は対戦なし。
- 横綱・大の里には5敗。大の里の大関在位中は2敗。大の里の横綱昇進後は対戦なし。
- 大関・琴櫻には2勝7敗。琴櫻の大関昇進後は2勝5敗。
- 元大関・髙安には3勝2敗。いずれも髙安の大関陥落後の対戦である。
- 元大関・朝乃山には1勝2敗。いずれも朝乃山の大関陥落後の対戦である。
- 元大関・御嶽海には5勝2敗。いずれも御嶽海の大関陥落後の対戦である。
- 元大関・正代には4勝1敗。いずれも正代の大関陥落後の対戦である。
- 元大関・霧島には2勝5敗。霧島の大関在位中は2勝2敗。

（以下は最高位が横綱・大関の引退力士）
- 元大関・栃ノ心には1敗。
- 元大関・貴景勝には2勝2敗（このほか、優勝決定戦で1敗）。直近では2024年7月場所で勝利している。

### 幕内対戦成績
| 力士名   | 勝数 | 負数 | 力士名 | 勝数 | 負数 | 力士名 | 勝数 | 負数 | 力士名   | 勝数 | 負数 |
| -------- | ---- | ---- | ------ | ---- | ---- | ------ | ---- | ---- | -------- | ---- | ---- |
| 碧山     | 1    | 1    | 安青錦 | 0    | 1    | 朝紅龍 | 1    | 1    | 朝乃山   | 1    | 2    |
| 東龍     | 0    | 1    | 阿炎   | 3    | 5    | 逸ノ城 | 0    | 1    | 一山本   | 0    | 2    |
| 宇良     | 3    | 4    | 遠藤   | 0    | 4    | 欧勝馬 | 2    | 0    | 阿武剋   | 0    | 1    |
| 阿武咲   | 2    | 0    | 王鵬   | 2    | 4    | 大の里 | 0    | 5    | 隠岐の海 | 1    | 0    |
| 輝       | 2    | 0    | 嘉陽   | 0    | 1    | 霧島   | 2    | 5    | 金峰山   | 3    | 2    |
| 豪ノ山   | 2    | 2    | 琴恵光 | 1    | 1    | 琴櫻   | 2    | 7    | 琴勝峰   | 2    | 1    |
| 佐田の海 | 2    | 3    | 獅司   | 2    | 0    | 正代   | 4    | 1    | 湘南乃海 | 4    | 2    |
| 大栄翔   | 4    | 4    | 大翔鵬 | 1    | 0    | 貴景勝 | 2    | 2*   | 隆の勝   | 4    | 3    |
| 髙安     | 3    | 2    | 玉鷲   | 1    | 1    | 美ノ海 | 4    | 0    | 千代翔馬 | 2    | 1    |
| 千代大龍 | 0    | 1    | 剣翔   | 0    | 1    | 時疾風 | 2    | 0    | 栃ノ心   | 0    | 1    |
| 翔猿     | 7    | 1    | 錦木   | 3    | 2    | 平戸海 | 3    | 5    | 藤ノ川   | 1    | 0    |
| 豊昇龍   | 5    | 3    | 御嶽海 | 5    | 2    | 妙義龍 | 2    | 0    | 明生     | 3    | 1    |
| 竜電     | 2    | 1    | 狼雅   | 1    | 1    | 若隆景 | 0    | 1    | 若元春   | 1    | 6    |

（カッコ内は勝数、負数の中に占める不戦勝、不戦敗の数、太字は2025年7月場所終了現在、現役力士）

## 改名歴
- 熱海富士 朔太郎（あたみふじ さくたろう）2020年11月場所 -

## 受賞
- 日本プロスポーツ大賞新人賞（2023年[59]）

## メディア出演

### CM
- 永谷園
  - お茶漬け海苔
    - 師匠の伊勢ヶ濱親方と共演